# 니캇푸정
니캇푸정(일본어: 新冠町)은 일본 홋카이도 히다카 진흥국 관내 중부에 있는 정이다.
이름의 유래는 아이누어의 ‘니카프’(ニカプ, 느릅나무의 나무 가죽)이며 일본 유수의 경종마 산지로 번창하고 있다. 근래에는 레코드와 음악의 마을 조성을 진행하고 있다.

## 지리
히다카 관내 연안 중부에 위치하며 북부는 히다카산맥에서 이어지는 산악 지대이다. 남부는 태평양과 접하고 기후는 홋카이도 내에서는 온난해 적설도 적다.

### 인접한 자치체
- 히다카 진흥국
  - 사루군 비라토리정, 히다카정
  - 히다카군 신히다카정
- 도카치 종합진흥국
  - 오비히로시
  - 가사이군 나카사쓰나이촌

## 역사
- 1923년 - 니캇푸군의 11개 촌이 합병해 니캇푸군 다카에촌(高江村)이 됨과 동시에 개칭해 니캇푸촌이 되었다.
- 1961년 - 니캇푸촌이 정으로 승격해 니캇푸정이 되었다.

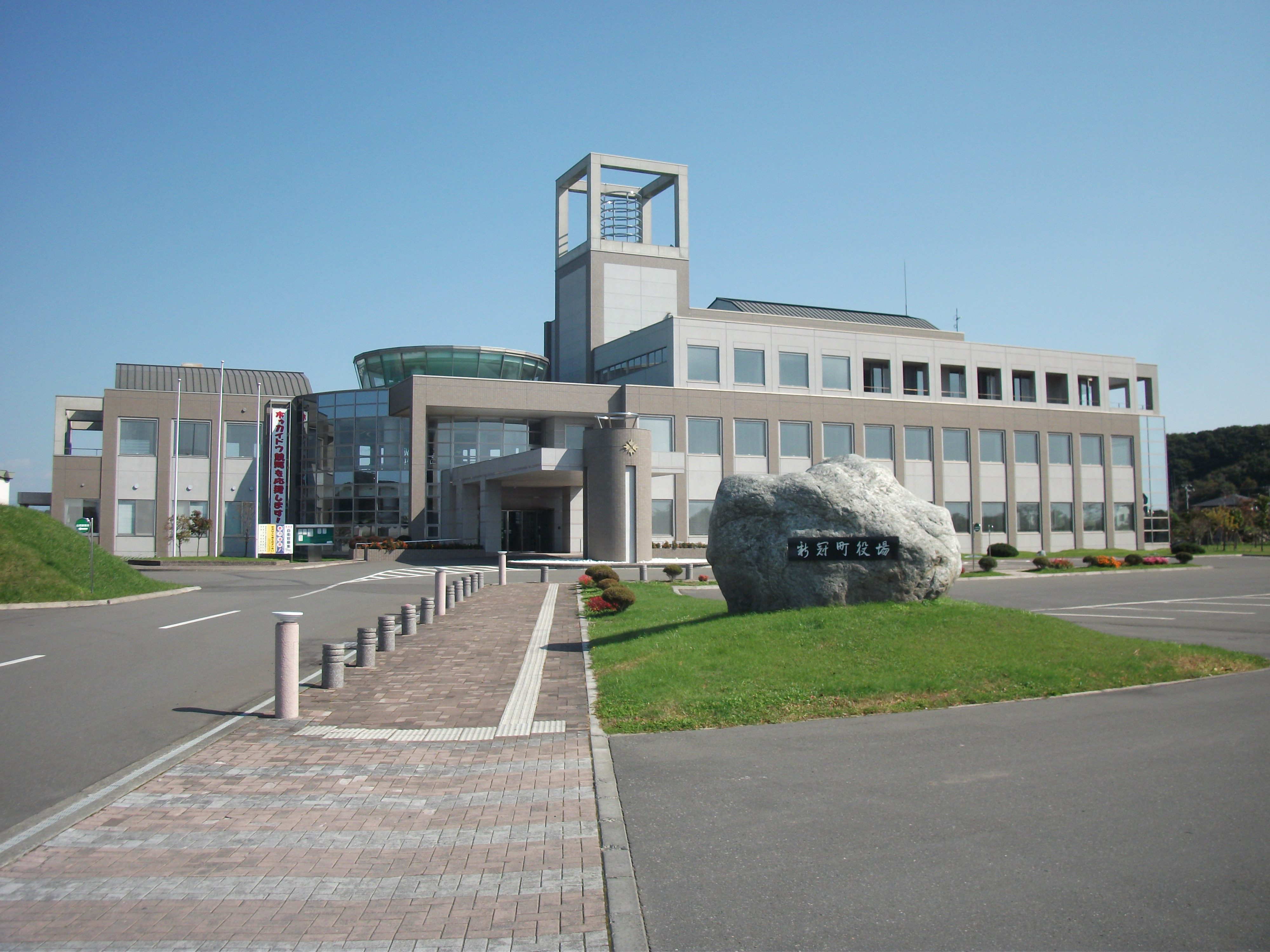
니캇푸정 사무소

## 산업
기간산업은 벼농사, 밭농사, 낙농업, 축산업 등이다. 히다카 경종마 공동육성공사가 있어 말 사육도 활발하다.

## 교통

### 철도
- 홋카이도 여객철도 히다카 본선

### 도로
- 국도 235호선(일본어판)